# Írország az 1992. évi téli olimpiai játékokon
Írország a franciaországi Albertville-ben megrendezett 1992. évi téli olimpiai játékok egyik részt vevő nemzete volt. Az országot az olimpián 1 sportágban 4 sportoló képviselte, akik érmet nem szereztek. Írország először vett részt a téli olimpiai játékokon.

## Bob
| Versenyző                     | Versenyszám | 1. futam | 1. futam | 2. futam | 2. futam | 3. futam | 3. futam | 4. futam | 4. futam | Összesítés | Összesítés |
| Versenyző                     | Versenyszám | Idő      | Hely.    | Idő      | Hely.    | Idő      | Hely.    | Idő      | Hely.    | Idő        | Helyezés   |
| ----------------------------- | ----------- | -------- | -------- | -------- | -------- | -------- | -------- | -------- | -------- | ---------- | ---------- |
| Pat McDonagh Terry McHugh     | Kettes      | 1:02,39  | 32.      | 1:03,03  | 35.      | 1:02,44  | 29.      | 1:03,07  | 34.      | 4:10,93    | 32.        |
| Gerry Macken Malachy Sheridan | Kettes      | 1:03,19  | 40.      | 1:03,42  | 38.      | 1:03,45  | 39.      | 1:03,42  | 37.      | 4:13,48    | 38.        |